# Volkameria heterophylla
Volkameria heterophylla là một loài thực vật có hoa trong họ Hoa môi. Loài này được (Poir.) R.Br. mô tả khoa học đầu tiên năm 1812. Chúng là loài đặc hữu của quần đảo Mascarene.

## Hình ảnh

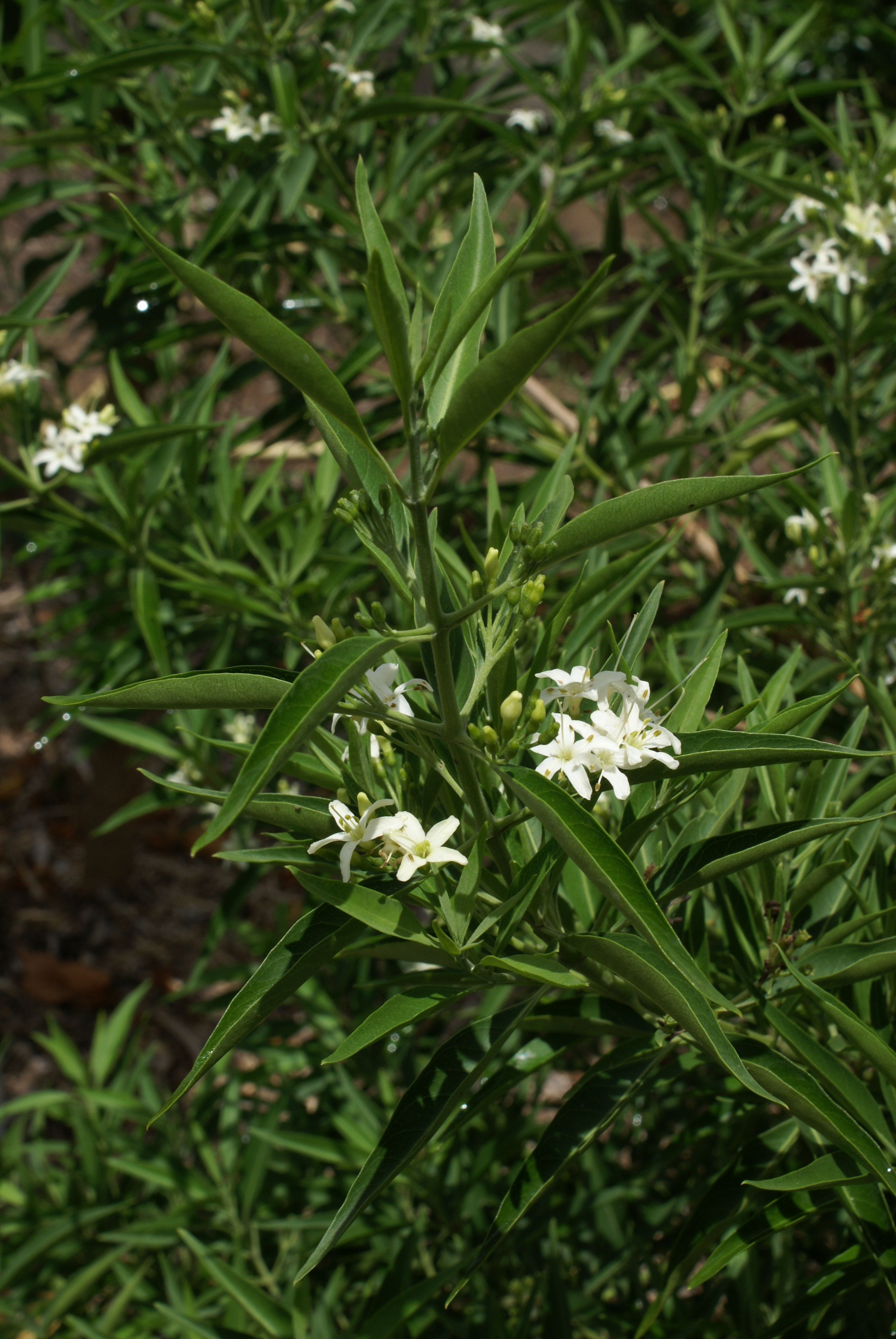